# Stromy na Zhůří
Stromy na Zhůří je skupina památných stromů v bývalé osadě Zhůří na západ od Hartmanic v okrese Klatovy v Plzeňském kraji. Do současné doby se zachovaly jen stromy ve výše položené části obce podél vrstevnicové cesty. Ty tvoří ve zcela odlesněné krajině výrazný prvek, určující polohu zaniklé vesnice. Skupina stromů tvoří 83 jedinců, které rostou v nadmořské výšce 950 m. Některé z nich dosahují stáří asi 250 let a obvodu kmene až 460 cm (měřeno 2001). Stromy jsou chráněné od 20. srpna 2001 jako historicky důležité stromy, krajinná dominanta.

## Přehled stromů
- 7 javor mléč (Acer platanoides L.)
- 38 javor klen (Acer pseudoplatanus L.)
- 3 jasan ztepilý (Fraxinus excelsior L.)
- 17 jilm horský (Ulmus glabra Huds.)
- 3 bříza bělokorá (Betula pendula Roth)
- 13 lípa malolistá (Tilia cordata Mill.)
- 1 lípa velkolistá (Tilia platyphyllos Scop.)
- 1 jírovec maďal (Aesculus hippocastanum L.)[2]